# Ariane 1
L'Ariane 1 va ser el primer coet llançat amb èxit a l'espai per l'Agència Espacial Europea —ESA, inicialment creada com a ESRO, European Space Research Organisation— al port espacial europeu situat a la localitat de Kourou a la Guaiana Francesa, el 24 de desembre de 1979. Inicialment, el projecte Ariane va tenir un cost aproximat de 1.700 milions d'euros. El coet Ariane 1 va ser utilitzat bàsicament per a posar en òrbita uns satèl·lits artificials de comunicació, a causa del fet que reduïa el cost dels llançaments individuals. A mesura que aquests satèl·lits van ser construïts cada vegada de major grandària, gràcies als avanços tecnològics, es van requerir coets més poderosos i grans, donant origen a l'Ariane 2, Ariane 3 i Ariane 4. Cap d'aquests coets representava canvis significatius en el disseny ni tecnologia, fins que es va desenvolupar l'Ariane 5.

## Desenvolupament
El 1973 es va emprendre el desenvolupament del coet Ariane, com a substitut del fallit coet Europa. El nom inicial va ser L3S liderat pel govern francès i amb el suport d'Alemanya i altre estats europeus.

## Llançaments
El primer llançament, Ariane L01, es va efectuar el 15 de desembre de 1979 però va tenir problemes tècnics, ja que no van funcionar els motors, que no van permetre una ignició amb èxit. Vuit dies després del decebedor incident, es va aconseguir fer funcionar els motors i es va planificar el llançament per a les 14:14 hores del 24 de desembre de 1979. El seu últim enlairament es va efectuar el 22 de febrer de 1986, en el qual va posar en òrbita al satèl·lit SPOT. Després d'onze llançaments amb èxit, l'Ariane 1 va ser retirat del servei per motius tecnològics i es va començar a utilitzar el recentment desenvolupat Ariane 2, de major potència i capacitat de transport.